# 弗拉基米尔·安东诺维奇·卓里奇
弗拉基米尔·安东诺维奇·卓里奇（俄语：Владимир Антонович Зорич，1937年12月16日—2023年8月14日）是一位苏联和俄罗斯数学家，物理和数学科学博士（1969），教授（1971）。莫斯科国立大学名誉教授（2007）。他是著名教科书《数学分析》的作者。该书适用于数学专业、物理专业和更高等的数学专业的学生，被多次重印，译成多种语言。

## 个人经历
卓里奇于1937年12月16日生于莫斯科，后成为数学分析、保形几何学和拟共形映射理论等多个领域的专家。 他于1960年毕业于М·В·罗蒙诺索夫莫斯科国立大学的力学数学系。1963年，他毕业于本系的研究生院（函数理论和泛函分析部），他的答辩论文《空间中一些类型映射的合规边界》被评为优秀。 1969年，他完成博士论文《空间中拟共形映射的全局可逆性》的答辩。 他一直在莫斯科国立大学力学数学系数学分析部任教：自1963年开始为助理，1969年后评为副教授，1971年评为教授，2007年成为莫斯科国立大学名誉教授。